# Bessie Hendricks
Bessie Laurena Hendricks (née Sharkey ; 7 novembre 1907 – 3 janvier 2023) était une supercentenaire américaine. Elle était la personne la plus âgée connue aux États-Unis au moment de son décès, son âge étant validé par le Groupe de recherche en gérontologie (GRG). Cependant, elle n'était pas la personne américaine la plus âgée connue, car Maria Branyas Morera, supercentenaire d'Espagne, était plus âgée. Hendricks était également la quatrième personne la plus âgée au monde au moment de son décès (après Lucile Randon, Maria Branyas Morera et Fusa Tatsumi). Elle était, au moment de sa mort, la doyenne des Américains nés aux États-Unis, venue au monde avant que l'Oklahoma ne devienne un État. 

## Biographie

### Jeunesse et famille
Bessie Hendricks est née sous le nom de Bessie Laurena Sharkey, de Hugh, un immigrant irlandais, et de Mattie (Clark) Sharkey, dans une ferme du comté de Carroll, à quelques kilomètres au sud-est d'Auburn, dans l'Iowa, le 7 novembre 1907. Elle était l'avant-dernière d'une famille de cinq enfants, dont John, David, Laurence et Ethel. Une sœur cadette, Anna, est née en 1910 après que la famille eut déménagé en 1908 dans une ferme de 64 hectares située à trois kilomètres à l'est et à un kilomètre au nord de Lake City, dans le comté de Calhoun.
À l'âge de cinq ans, Hendricks a commencé à fréquenter l'école primaire (il n'y avait pas de maternelle) à l'école de campagne située en face de la ferme familiale. Lorsqu'elle n'était pas à l'école, elle aidait aux tâches ménagères. Lorsqu'elle entra en cinquième, l'école de campagne locale fut fermée faute d'élèves ; elle fréquenta donc l'école centrale de Lake City. Un changement de vie plus profond survint cependant lorsque la mère de Hendricks mourut de maladie le 2 juillet 1921. Par la suite, Bessie Hendricks, alors âgée de 13 ans, dut assumer de nombreuses autres responsabilités ménagères. Elle poursuivit néanmoins ses études et obtint son diplôme du lycée de Lake City en mai 1926. Durant ses années de lycée, Hendricks suivit une formation normale qui lui permit d'enseigner dans une école de campagne après l'obtention de son diplôme. À partir de l'automne 1926, elle enseigna dans une école de campagne de la région de Lake City pendant quatre ans.
Juste avant d'entamer sa dernière année d'enseignement, Hendricks assista un soir à un bal à Lohrville avec un ami, Art Hendricks, dont le frère aîné s'appelait Paul. Après leur mariage le 27 juin 1930 à l'église chrétienne de Woodlawn, Paul et Bessie vécurent à Rands pendant près de trois ans. Paul Hendricks (30 novembre 1904 – 25 mai 1995) travailla au silo-élévateur et au dépôt de céréales, tout en gérant un petit magasin. Le couple eut trois enfants : Shirley Ann Hendricks (23 mars 1931 – 22 septembre 2021), Joan Lois Hendricks (6 novembre 1932 – 14 décembre 2023) et Roland Paul Hendricks (20 octobre 1934 – 30 septembre 2011). En 1933, la famille déménagea dans une ferme à l'est de Lake City, où les Hendricks vécurent pendant 47 ans. La famille s'agrandit et compte désormais Roland (Ron), Glenda et Leon. 

### Dernières années de la vie et mort
Après leur retraite et la vente de leur ferme en 1979, Paul et Bessie Hendricks ont emménagé dans une maison à Lake City en juillet 1980. Le couple était à un mois de fêter son 65e anniversaire lorsque Paul Hendricks est décédé le 25 mai 1995.
Pendant ses dernières années, Hendricks a continué à s'occuper en aidant sa famille sur divers projets, notamment en transformant 500 poulets un été. Elle était également active au sein de l'église chrétienne de Woodlawn, dont elle était membre depuis plus de 90 ans.
À l'été 2016, un peu plus de 90 ans après avoir obtenu son diplôme du lycée de Lake City, Hendricks a assisté à la réunion de tous les élèves de l'école à Lake City.
Selon certaines sources, Bessie Hendricks se sentait bien dans sa vie à Shady Oaks, où sa famille lui rendait souvent visite. Elle avait neuf petits-enfants, 28 arrière-petits-enfants, 42 arrière-arrière-petits-enfants et sept arrière-arrière-arrière-petits-enfants. Sans maladie grave et ne prenant que quelques médicaments sur ordonnance au quotidien, Hendricks était surnommée « la femme miracle » par son médecin, le Dr Derek Duncan, de Lake City. Elle est décédée le 3 janvier 2023, à l'âge de 115 ans et 57 jours, peu après avoir été testée positive à la Covid-19.

## Records de longévité
Bessie Hendricks est devenue la personne validée la plus âgée vivant aux États-Unis, après le décès de Thelma Sutcliffe le 17 janvier 2022.
Après le décès de Mila Mangold le 2 juillet 2022, Bessie Hendricks est devenue la dernière personne validée encore en vie aux États-Unis née en 1907, et l'une des deux seules personnes nées en 1907 aux États-Unis encore validées (l'autre étant Maria Branyas Morera).
Le 12 juillet 2022, à l'âge de 114 ans et 247 jours, Bessie Hendricks a dépassé l'âge limite de Neva Morris pour devenir la personne validée la plus âgée jamais née dans l'État de l'Iowa et la deuxième personne validée la plus âgée à y avoir résidé, après Dina Manfredini.
Dans la suite du décès de Sofia Rojas, de Colombie, le 30 juillet 2022, Hendricks est devenue la personne vivante validée la plus âgée résidant sur le continent américain.
Après le décès de Tekla Juniewicz en Pologne, le 19 août 2022, Bessie Hendricks est devenue la quatrième personne vivante la plus âgée au monde dont l'âge est validé par le GRG (après Lucile Randon, Maria Branyas Morera et Fusa Tatsumi).
Bessie Hendricks est décédée de la Covid-19 le 3 janvier 2023, à l'âge de 115 ans et 57 jours, devenant ainsi la victime la plus âgée connue de la pandémie. Après son décès, Edith Ceccarelli est devenue la personne vivante la plus âgée validée aux États-Unis.